# Holštýnský kůň

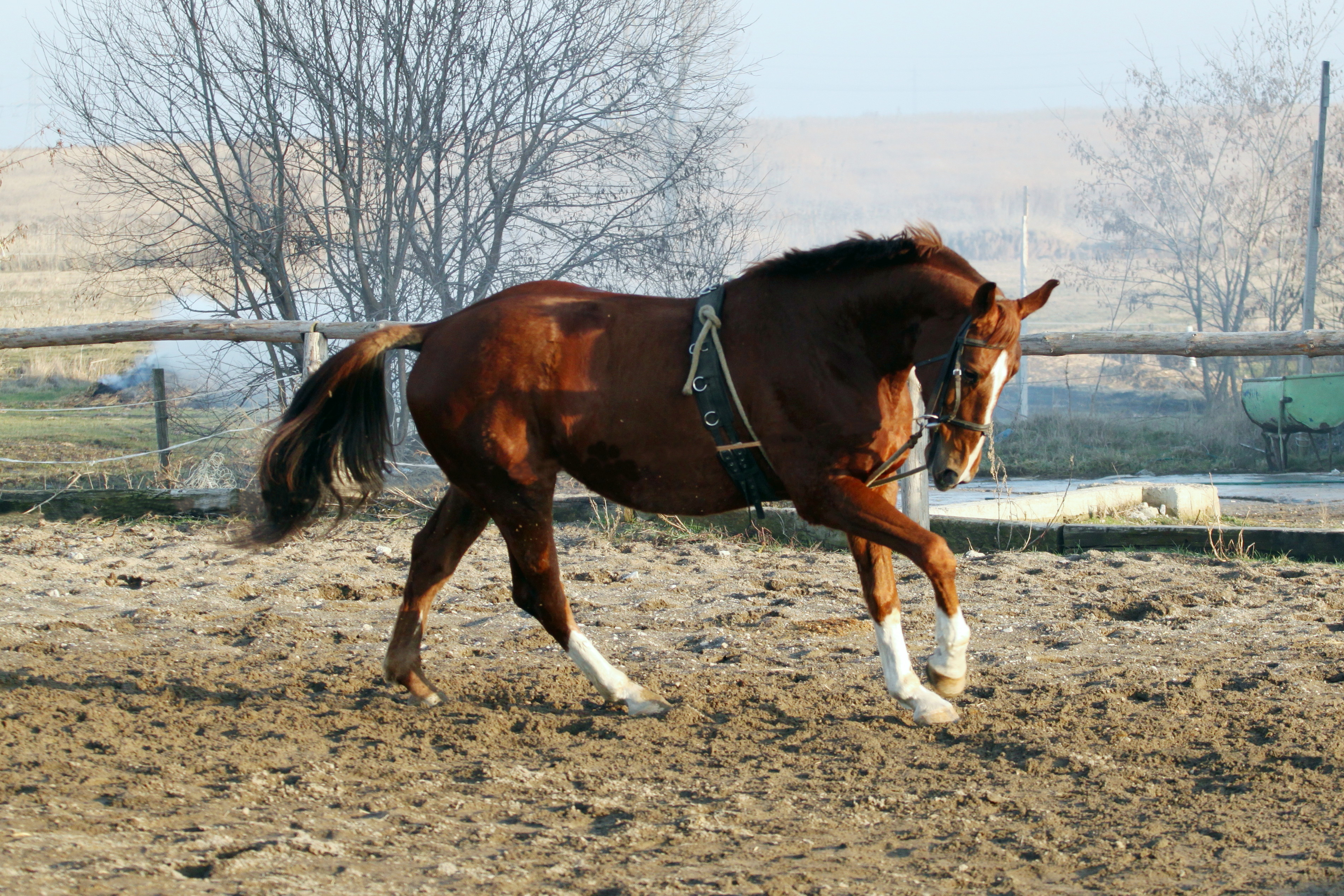
Holštýnský kůň

Holštýnský kůň je koňské plemeno pocházející ze Šlesvicka-Holštýnska v severním Německu. Je považován za nejstarší německé teplokrevné plemeno s kořeny sahajícími až do 13. století. Podobně jako je tomu u ostatních teplokrevníků, musí se i holštýnští koně před zařazením do plemenné knihy podrobit zkouškám.

## Historie
Organizovaný chov koní prováděli v Holštýnsku jako první mniši z kláštera v Uetersenu. Z malého koně pocházejícího Haseldorfských marší vypěstovali mniši časem větší vytrvalá a odolná zvířata, jež se hodila jak pro válečné účely, tak pro zemědělské práce v tomto náročném prostředí.
V době od 16. do 18. století byli holštýni vyhlášení a vyhledávaní váleční koně. Od roku 1680 se začali chovat coby spolehliví kočároví koně a remonty pro armádu.

## Vzhled
Holštýnský kůň je vysoký, měří 160–170 cm, a elegantní. Hlava je jemně modelovaná, krk je dlouhý a klenutý, hrudník hluboký. Hřbet, bedra, stehna a přední končetiny jsou silné a dobře osvalené. Holštýnský kůň má vynikající nohy s velice dobře formovanými klouby, pevnými kostmi a krátkými a silnými holeněmi. Koně mohou mít rozličné barvy, od vraníka přes hnědáka a ryzáka až po šedáka.

## Užití
Současný holštýnský kůň zvládá všechny disciplíny jezdeckého sportu. Je to špičkový skokan, výborně se hodí pro drezuru, na dostihy a pro soutěže všestranné způsobilosti neboli military. Mimo to stále patří mezi nejlepší kočárové koně.